# Kevin Staut
Kevin Staut (Le Chesnay, 15 november 1980) is een Frans ruiter, die gespecialiseerd is in springen. Staut was tweemaal onderdeel van de Franse ploeg die de zilveren medaille behaalde op de Wereldruiterspelen. Staut nam tweemaal deel aan de Olympische Zomerspelen en won in Rio de Janeiro met de Franse ploeg de landenwedstrijd.

## Resultaten
- Wereldruiterspelen 2010 in Lexington 15e individueel springen met Silvana
- Wereldruiterspelen 2010 in Lexington  landenwedstrijd springen met Silvana
- Olympische Zomerspelen 2012 in Londen 34e individueel springen met Silvana
- Olympische Zomerspelen 2012 in Londen 12e landenwedstrijd springen met Silvana
- Wereldruiterspelen 2014 in Caen 22e individueel springen met Reveur de Hurtebise
- Wereldruiterspelen 2014 in Caen  landenwedstrijd springen met Reveur de Hurtebise
- Olympische Zomerspelen 2016 in Rio de Janeiro 22e individueel springen met Reveur de Hurtebise
- Olympische Zomerspelen 2016 in Rio de Janeiro  landenwedstrijd springen met Reveur de Hurtebise

1912: Lewenhaupt, Kilman, von Rosen ·
1920: König, von Rosen, Norling ·
1924: Thelning, Ståhle, Lundström ·
1928: Navarro, Álvarez, García ·
1936: Hasse, von Barnekow, Brandt ·
1948: Mariles, Uriza, Valdés ·
1952: White, Stewart, Llewellyn ·
1956: Winkler, Thiedemann, Lütke-Westhues ·
1960: Winkler, Thiedemann, Schockemöhle ·
1964: Schridde, Jarasinski, Winkler ·
1968: Day, Gayford, Elder ·
1972: Ligges, Wiltfang, Steenken, Winkler ·
1976: Parot, Rozier, Roguet, Roche ·
1980: Tsjoekanov, Poganovsky, Asmaje, Korolkov ·
1984: Fargis, Homfeld, Burr Howard, Smith ·
1988: Beerbaum, Brinkmann, Hafemeister, Sloothaak ·
1992: Raijmakers, Romp, Tops, Lansink ·
1996: Sloothaak, Nieberg, Kirchhoff, Beerbaum ·
2000: Beerbaum, Nieberg, Ehning, Becker ·
2004: Wylde, Ward, Madden, Kappler ·
2008: Ward, Kraut, Simpson, Madden ·
2012: Skelton, Maher, Brash, Charles ·
2016: Rozier, Staut, Bost, Leprévost ·
2020: von Eckermann, Baryard-Johnsson, Fredricson ·
2024: Maher, Charles, Brash
- Bibliothèque nationale de France: cb16640813d (data)
- International Standard Name Identifier: 0000 0004 2365 0954
- Library of Congress Control Number: n2013064642
- Système universitaire de documentation: 168809214
- Virtual International Authority File: 305410165
- WorldCat: E39PBJmhPgTVYyC3mfcFfK3mh3